# Эрбсайм
Эрбсайм (фр. Herbsheim) — коммуна на северо-востоке Франции в регионе Гранд-Эст (бывший Эльзас — Шампань — Арденны — Лотарингия), департамент Нижний Рейн, округ Селеста-Эрстен, кантон Эрстен. До марта 2015 года коммуна административно входила в состав упразднённого кантона Бенфельд (округ Селеста-Эрстен).
Площадь коммуны — 8,6 км², население — 793 человека (2006) с тенденцией к росту: 909 человек (2013), плотность населения — 105,7 чел/км².

## Население
Население коммуны в 2011 году составляло 917 человек, в 2012 году — 912 человек, а в 2013-м — 909 человек.
| 1962 | 1968 | 1975 | 1982 | 1990 | 1999 | 2006 | 2008 | 2011 | 2012 | 2013 |
| ---- | ---- | ---- | ---- | ---- | ---- | ---- | ---- | ---- | ---- | ---- |
| 582  | 609  | 610  | 635  | 719  | 765  | 793  | 810  | 917  | 912  | 909  |

Динамика населения:

## Экономика
В 2010 году из 606 человек трудоспособного возраста (от 15 до 64 лет) 462 были экономически активными, 144 — неактивными (показатель активности 76,2 %, в 1999 году — 74,4 %). Из 462 активных трудоспособных жителей работали 426 человек (225 мужчин и 201 женщина), 36 числились безработными (15 мужчин и 21 женщина). Среди 144 трудоспособных неактивных граждан 43 были учениками либо студентами, 67 — пенсионерами, а ещё 34 — были неактивны в силу других причин.